# ソナレムグラ
ソナレムグラ（学名: Leptopetalum coreanum var. coreanum）はアカネ科の多年草。日本の本州（千葉県以南）から南西諸島、朝鮮半島、中国、台湾、フィリピン、インド、ミクロネシアに分布。海岸の岩場に生育する。漢字では「磯馴葎」で、磯に生えるムグラ（草むら）と言う意味である。
従来フタバムグラ属（Hedyotis）かOldenlandia属に分類されてきたが、2015年発表の論文が基となってシマザクラ属（Leptopetalum）に移された（参照: #分類）。

## 分類
ソナレムグラはかつては de Candolle (1830:427) で初めて記載されたフィリピンはルソン島産の Oldenlandia crassifolia のことと考えられていた（たとえば 牧野 (1940) を参照）。山崎敬は図鑑『日本の野生植物』（平凡社、1981年）では琉球諸島産の標本に基づいて記載された Hedyotis biflora var. parvifolia Hook. & Arn. としてソナレムグラを取り上げた。しかし山崎はその2年後にソナレムグラの学名を再検討する論文を発表することとなる。山崎は初島住彦やフランシス・レイモンド・フォスバーグ（Francis Raymond Fosberg）がソナレムグラや当時は基本種 Hedyotis biflora (L.) Lam. var. biflora と考えられていたシマソナレムグラを H. biflora とは異なるものであるとする見解を示していたことを受け、ソナレムグラを Hedyotis strigulosa var. coreana とし、果実が広倒卵形や卵円形で花期の萼片がやや尖る程度のものを「シマソナレムグラ」（H. strigulosa var. parvifolia）、大東島産でソナレムグラよりも茎が太く葉や果実が大きめのものを「オオソナレムグラ」（H. strigulosa var. luxurians; これは後に Naiki et al. (2016:342) でシマザクラ属として Leptopetalum strigulosum var. luxurians に組み替えられた）として記載した。
Neupane et al. (2015) はフタバムグラ属（Hedyotis）やその関連属を13の単系統属に分割するという結論に至り、この時点でソナレムグラの基本種と考えられていた Hedyotis strigulosa (DC.) Fosberg に関しては同論文中317頁で新たに Leptopetalum strigulosum Neupane & N.Wikstr. という学名が提唱され、シマザクラ属とされた。
その後さらに研究が進められた結果、それまでソナレムグラやその他関連変種の基本種と認識されてきた Leptopetalum strigulosum は太平洋諸島には広く見られるものの東アジアには分布しないということが明らかになった。ソナレムグラは2020年に Hedyotis coreana から組み替えられた独立種 Leptopetalum coreanum (H.Lév.) Naiki & Ohi-Toma（韓国南部、日本、台湾、中華人民共和国東部の海岸沿いに分布）の基本変種とされ、オオソナレムグラは変種 luxurians とされた。なおシマソナレムグラに関しては南アジア・東南アジア・東アジアに広域分布する Leptopetalum biflorum (L.) Neupane & N.Wikstr. があてられているが、この L. biflorum は形態的・系統的にいくつかの実体を含む分類群で、その分類に関してさらに研究を必要とするとされた。

## 概要
高さ5-20センチメートル。茎は基部から分岐して匍匐する。葉は長さ1-2.5センチメートル、幅0.4-1.2センチメートル、多肉質で光沢がある。8-9月に3-5ミリメートルの白色の花が咲く。集散花序で花柄が2つに分化する。花冠は筒状で先端は4つに分かれている。萼は鐘型。蒴果には4個の萼列片を持つ。大きさは4ミリメートル程。

## 保護上の位置づけ
以下にレッドデータブックにおける位置づけを示す 。
- 環境省：なし
- 千葉県：重要保護生物
- 熊本県：絶滅危惧IA種
- 鹿児島県：分布特性上重要な種